# Pseudoacontias angelorum
Pseudoacontias angelorum — вид сцинкоподібних ящірок родини сцинкових (Scincidae). Ендемік Мадагаскару.

## Поширення і екологія
Pseudoacontias angelorum мешкають в регіоні Сава на півночі острова Мадагаскар, зокрема в горах Марожежі і Амболокопатріка. Вони живуть у первинних вологих тропічних лісах.

## Збереження
МСОП класифікує цей вид як такий, що перебуває під загрозою зникнення. Pseudoacontias angelorum загрожує знищення природного середовища.